# 13257 Seanntorres
A 13257 Seanntorres (ideiglenes jelöléssel (13257) 1998 QT8) a Naprendszer kisbolygóövében található aszteroida. A LINEAR projekt keretében fedezték fel 1998. augusztus 17-én.